# 河上丈太郎
河上丈太郎（日语：／ Kawakami Jōtarō */?，1889年1月3日—1965年12月3日），1889年生于日本东京府（今东京都），日本学者、社会党籍政治家、基督教社会主义者，曾任关西学院大学教授、日本社会党委员长。河上信仰基督新教，有严于律己之名，人称“十字架委员长”。他曾是与西尾末广并列的日本社会党内右派指导者之一。
河上丈太郎之子河上民雄同样是政治家。

## 早年、学者生涯
河上丈太郎1889年1月3日生于日本东京府（今东京都）。受到父亲河上新太郎的影响，河上丈太朗从小就是虔诚的基督徒。经立教中学、旧制第一高等学校（今东京大学）学习，考入东京帝国大学（今东京大学）法学部政治科，期间受到新渡户稻造、高野岩三郎等人的影响。根据河上丈太郎之子河上民雄的回忆，河上丈太郎中学期间曾读到内村鑑三、幸德秋水，以及堺利彦三人的文章《退社之辞》（日语：退社の辞），由此对社会主义产生兴趣。
自东京帝国大学毕业后，河上曾担任律师，后来进入立教大学任讲师。1918年４月，就任关西学院（今关西学院大学）高等学部文科（社会学科）教授，教授经济学、统计学，以及法学科目。

## 成为政治家
1928年，河上丈太郎在日本众议院第一次普选中当选，成为议员。次年（1929年），为专心于政治活动，河上辞去关西学院大学教授一职。同年，山本宣治遭到右翼人士刺杀。河上对山本的追悼演说曾引起社会反响。
卢沟桥事变后，随战事激化，河上丈太郎所在的社会大众党愈发向军部妥协。1940年，河上在反战众议员斋藤隆夫的除名案中投下赞成票。在日本军政府宣布解散所有政党后，河上与其他议院一同加入翼赞政治会。
1944年永井柳太郎去世后，河上丈太郎曾于1945年1月到1946年7月间担任关西学院理事一职。
1945年，日本投降、二战结束。不久后，河上加入建党不久的日本社会党。因河上所在的旧日劳系曾参与翼赞政治会活动，组织战前的社民系势力加入社会党的工作是由西尾末广负责的。因曾以翼赞政治会成员的名义参选议员且曾在翼赞政治会任职，河上受到駐日盟軍總司令部（GHQ）處以公职追放、被勒令禁止担任公职。公职追放期间，河上丈太郎重操旧业，专心于律师的工作、闲时会在家阅读《圣经》与汉籍。

## 社会党右派委员长
1951年，GHQ解除了对河上丈太郎的公职追放处分。此时，正值日本社会党分裂为左右两派，河上丈太郎对此深感惋惜。1952年，河上获推举为右派社会党委员长（党首）。在推举为右派委员长时，河上在演讲中作出了“委员长一职对我来说是十字架，不过我已决定要背着十字架战斗至死”（-{委員長は私にとって十字架であります。しか
しながら十字架を負うて死に至るまで闘うべきことを私は決意したのであります
}-）的发言，这场演说后来被称为“十字架演说”，河上也自此获得“十字架委员长”之名。同年，河上丈太郎在一场对选民的演说中反省了自己过去的战争责任。
在右派社会党委员长任上，河上一直致力于社会党的再统一。1955年，日本社会党左与右派之间达成一致，社会党再统一。在人事问题上，河上丈太郎选择主动退让，由左派委员长铃木茂三郎担任统一后的社会党委员长（党首）、河上本人则是退居顾问一职。
1958年，陷入昭和电工事件的西尾末广最终获判无罪。从此时开始，西尾末广一改低调作风，作出的发言引起社会党内左派反感、社会党内开始出现要开除西尾出党的言论。最终，1960年，西尾率部自社会党出走，另组民社党。西尾派分裂后，为承担责任，社会党委员长铃木茂三郎表明辞意，不再寻求连任。因社会党内的河上派陆续改投民社党，感到河上派不能继续分裂的河上决定参加1960年的社会党委员长选举，但最后以19票之差败给了时任书记长浅沼稻次郎。不过，河上丈太郎的此次参选成功阻止了社会党内河上派的解体。
1960年6月15日，河上丈太郎在会见参加反安保游行示威的基督教系大学师生时受到右翼青年袭击、受重伤。同年10月12日，时任社会党委员长浅沼稻次郎遇刺。浅沼稻次郎遇刺后，委员长一职暂时由书记长江田三郎暂时代理。1961年，河上丈太郎获选为社会党委员长。

## 去世
1965年，河上丈太郎突发蛛网膜下腔出血，身体状况急剧恶化。河上丈太郎不想给后世留下恋栈的印象，因此委托长子河上民雄向日本社会党递出辞任委员长的辞呈。不久后，河上丈太郎于1965年12月3日病逝，享年76岁。
《日本经济新闻》的评论认为河上丈太郎有严于律己的品格。《不列颠百科全书》认为河上丈太郎是一个人格高洁的人。

## 图集

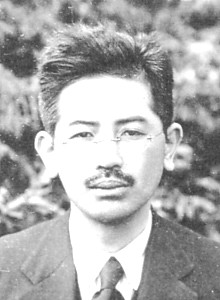
河上年轻时的照片
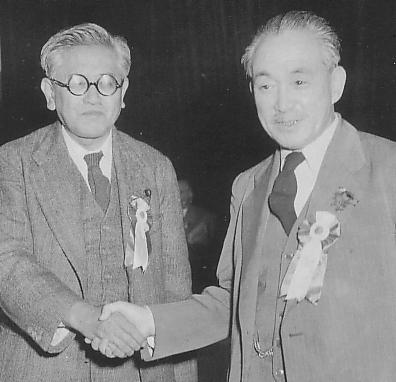
1950年前后，与铃木茂三郎（右）在一起
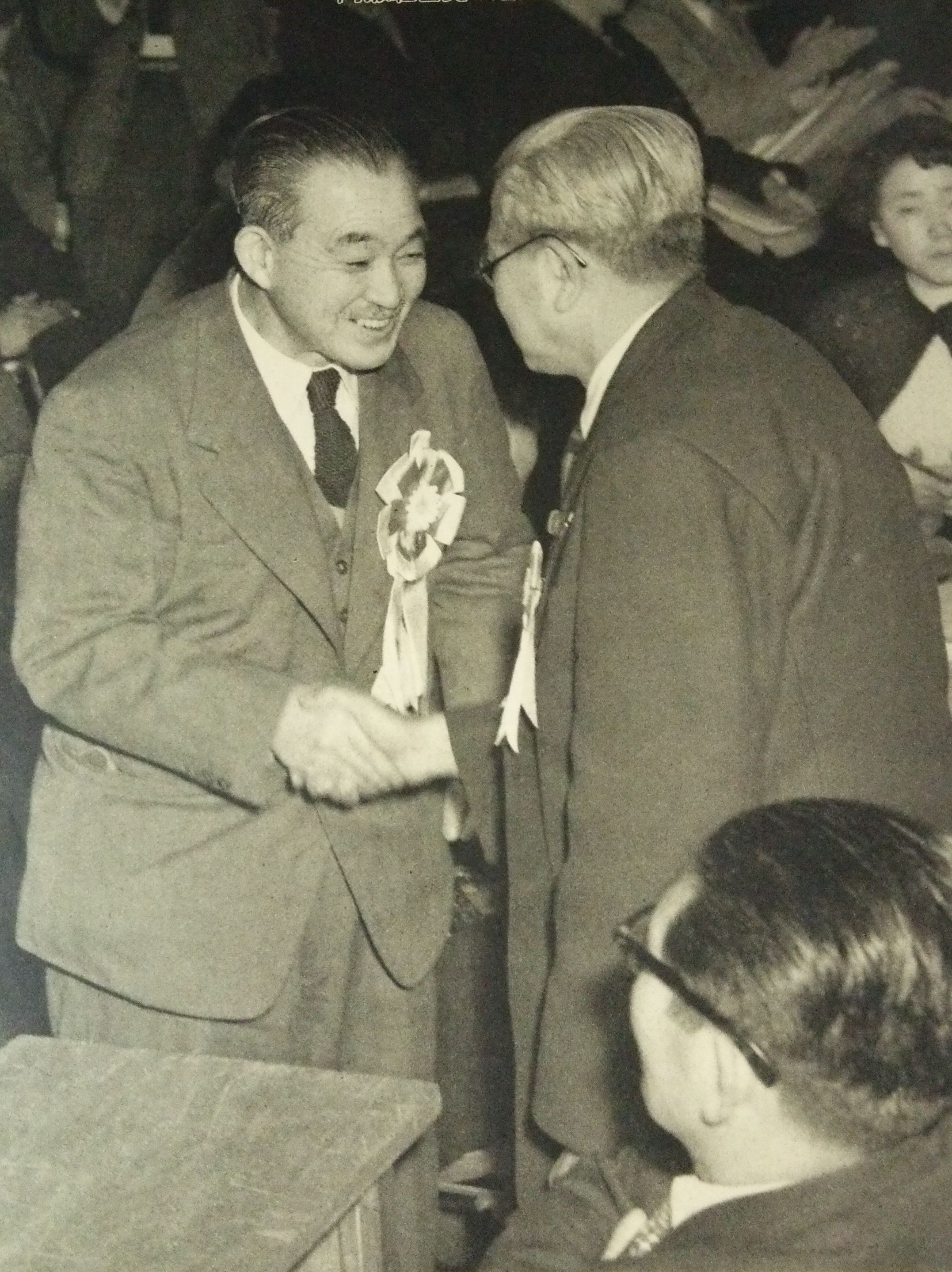
1955年1月18日，担任社会党右派委员长一职的河上丈太郎与社会党左派委员长铃木茂三郎在右派社会党大会通过社会党再统一决议后互相握手致意